# Johann Peter von Hornthal
Johann Peter von Hornthal (* 4. Dezember 1794 in Bamberg; † 26. Januar 1864 ebenda) war ein deutscher Jurist, Politiker und Dichter.

## Leben
Johann Peter Hornthal war der Sohn des Juristen und Bamberger Bürgermeisters Franz Ludwig von Hornthal. Er studierte Recht in Landshut, Würzburg und Göttingen. Bei Göbhardt in Bamberg und Würzburg gab er 1816 die umfangreiche Lyriksammlung „Deutsche Frühlingskränze für 1816“ heraus. In Göttingen war er 1818 Mitherausgeber der spätromantischen studentischen Zeitschrift „Wünschelruthe“, in der er zahlreiche eigene Gedichte veröffentlichte.
Von 1819 bis 1824 unterrichtete er an der juristischen Fakultät der Universität Freiburg im Breisgau. Er kehrte dann in seine Heimatstadt Bamberg zurück, wo er sich als Rechtsanwalt niederließ. 1836 war er Abgeordneter des Bayerischen Landtags und gehörte dort der konstitutionell-monarchischen Opposition an. 1836 erwarb er das Literarisch-Artistische Institut zu Bamberg, zu dem neben dem Fränkischen Merkur auch eine Druckerei, ein Verlag und eine Buchhandlung gehörten. Als Redakteur erhielt Hornthal 1836 die nötige Bestätigung vom König. Die Geschäftsführung des Unternehmens übte er jedoch nicht selbst aus, da er weiterhin als Anwalt tätig war. 1845 wurden Zeitung und Druckerei verkauft. Die genauen Besitzverhältnisse waren 1847 ungeklärt.
Nach seiner politischen Tätigkeit war Hornthal auch in Projekten aktiv, die sich der Infrastruktur widmeten, wie Eisenbahnen und Kanalbau. Er trat dem 1862 gegründeten Deutschen Reformverein bei. Hornthal starb 1864 im Bamberg.

## Familie
1818 heiratete Hornthal die Juristentochter Maria Anna Margaretha Pfister aus Bamberg; aus dieser Ehe gingen vier Kinder hervor. In zweiter Ehe heiratete er Ernestine Ritter Edle von Wallemare aus Wien.